# نی اره
کلادیوم ماریسکوس (نام علمی: Cladium mariscus) نام یک گونه از تیره جگنیان است.